# Jan-Jozef Horemans
Jan-Jozef "Flander" Horemans (Wondelgem, Gante, 24 de febrero de 1910 - Gentbrugge, 15 de julio de 1992) fue un ciclista belga que fue profesional entre 1931 y 1939. Su victoria más importante fue la Grote Scheldeprijs.

## Palmarés
- 1932
  - 2º en la Vuelta a Bélgica
- 1933
  - 1º en la Grote Scheldeprijs
- 1935
  - 2º en el Campeonato de Flandes
  - 2º en el Gran Premio del 1 de Mayo